# Championnats du monde de badminton 2009
Navigation
Kuala Lumpur 2007 Paris 2010
Les 17e Championnats du monde de badminton se sont tenus du 10 au 16 août 2009 au Gachibowli Indoor Stadium de Hyderâbâd, en Inde. La compétition est organisée par la Fédération internationale de badminton (BWF).

## Résultats
| Épreuve       | Or                                     | Argent                          | Bronze                                                 |
| ------------- | -------------------------------------- | ------------------------------- | ------------------------------------------------------ |
| Simple hommes | Lin Dan                                | Chen Jin                        | Taufik Hidayat                                         |
| Simple hommes | Lin Dan                                | Chen Jin                        | Sony Dwi Kuncoro                                       |
| Simple dames  | Lu Lan                                 | Xie Xingfang                    | Wang Lin                                               |
| Simple dames  | Lu Lan                                 | Xie Xingfang                    | Pi Hongyan                                             |
| Double hommes | Fu Haifeng et Cai Yun                  | Jung Jae-sung et Lee Yong-dae   | Mohd Zakry Abdul Latif et Mohd Fairuzizuan Mohd Tazari |
| Double hommes | Fu Haifeng et Cai Yun                  | Jung Jae-sung et Lee Yong-dae   | Koo Kien Keat et Tan Boon Heong                        |
| Double dames  | Zhang Yawen et Zhao Tingting           | Cheng Shu et Zhao Yunlei        | Du Jing et Yu Yang                                     |
| Double dames  | Zhang Yawen et Zhao Tingting           | Cheng Shu et Zhao Yunlei        | Ma Jin et Wang Xiaoli                                  |
| Double mixte  | Thomas Laybourn et Kamilla Rytter Juhl | Nova Widianto et Lilyana Natsir | Lee Yong-dae et Lee Hyo-jung                           |
| Double mixte  | Thomas Laybourn et Kamilla Rytter Juhl | Nova Widianto et Lilyana Natsir | Joachim Fischer Nielsen et Christinna Pedersen         |

## Tableau des médailles
| Rang | Nation       | Or | Argent | Bronze | Total |
| ---- | ------------ | -- | ------ | ------ | ----- |
| 1    | Chine        | 4  | 3      | 3      | 10    |
| 2    | Danemark     | 1  | 0      | 1      | 2     |
| 3    | Indonésie    | 0  | 1      | 2      | 3     |
| 4    | Corée du Sud | 0  | 1      | 1      | 2     |
| 5    | Malaisie     | 0  | 0      | 2      | 2     |
| 6    | France       | 0  | 0      | 1      | 1     |